# طارق السعید
طارق السعید (عربی: طارق السعيد؛ زادهٔ ۵ آوریل ۱۹۷۸) یک بازیکن فوتبال اهل مصر است.

## باشگاهی
از باشگاه‌هایی که در آن بازی کرده‌است می‌توان به باشگاه ورزشی زمالک، و باشگاه ورزشی الاهلی مصر، اندرلشت اشاره کرد.

## تیم ملی
وی همچنین در تیم ملی فوتبال مصر بازی کرده‌است.